# Martyn Rooney
Martyn Rooney (Croydon, 3 aprile 1987) è un velocista britannico, specializzato nei 400 metri piani.

## Palmarès
| Anno                                  | Manifestazione          | Sede           | Evento        | Risultato  | Prestazione | Note                                     |
| ------------------------------------- | ----------------------- | -------------- | ------------- | ---------- | ----------- | ---------------------------------------- |
| In rappresentanza della Gran Bretagna |                         |                |               |            |             |                                          |
| 2005                                  | Europei juniores        | Kaunas         | 400 m piani   | Argento    | 46"56       |                                          |
| 2005                                  | Europei juniores        | Kaunas         | 4×400 m       | Oro        | 3'06"67     |                                          |
| 2006                                  | Mondiali juniores       | Pechino        | 400 m piani   | Bronzo     | 45"87       |                                          |
| 2006                                  | Mondiali juniores       | Pechino        | 4×400 m       | Bronzo     | 3'05"49     |                                          |
| 2007                                  | Mondiali                | Osaka          | 400 m piani   | Batteria   | 45"47       | Miglior prestazione personale stagionale |
| 2007                                  | Mondiali                | Osaka          | 4×400 m       | 6º         | 3'02"94     |                                          |
| 2008                                  | Giochi olimpici         | Pechino        | 400 m piani   | 6º         | 45"12       |                                          |
| 2008                                  | Giochi olimpici         | Pechino        | 4×400 m       | Bronzo     | 2'58"81     | Miglior prestazione personale stagionale |
| 2009                                  | Mondiali                | Berlino        | 400 m piani   | Semifinale | 45"98       |                                          |
| 2009                                  | Mondiali                | Berlino        | 4×400 m       | Argento    | 3'00"53     | Miglior prestazione personale stagionale |
| 2010                                  | Europei                 | Barcellona     | 400 m piani   | Bronzo     | 45"23       |                                          |
| 2010                                  | Europei                 | Barcellona     | 4×400 m       | Argento    | 3'02"25     |                                          |
| 2011                                  | Mondiali                | Taegu          | 400 m piani   | Semifinale | 46"09       |                                          |
| 2011                                  | Mondiali                | Taegu          | 4×400 m       | 6º         | 3'01"16     |                                          |
| 2012                                  | Giochi olimpici         | Londra         | 400 m piani   | Semifinale | 45"31       |                                          |
| 2012                                  | Giochi olimpici         | Londra         | 4×400 m       | 4º         | 2'59"53     |                                          |
| 2013                                  | Mondiali                | Mosca          | 4×400 m       | Bronzo     | 3'00"88     |                                          |
| 2014                                  | World Relays            | Nassau         | 4×400 m       | 4º         | 3'00"32     |                                          |
| 2014                                  | Europei                 | Zurigo         | 400 m piani   | Oro        | 44"71       |                                          |
| 2014                                  | Europei                 | Zurigo         | 4×400 m       | Oro        | 2'58"79     |                                          |
| 2015                                  | Mondiali                | Pechino        | 400 m piani   | Semifinale | 45"29       |                                          |
| 2015                                  | Mondiali                | Pechino        | 4×400 m       | Bronzo     | 2'59"62     |                                          |
| 2016                                  | Europei                 | Amsterdam      | 400 m piani   | Oro        | 45"29       |                                          |
| 2016                                  | Giochi olimpici         | Rio de Janeiro | 400 m piani   | Batteria   | 45"60       |                                          |
| 2016                                  | Giochi olimpici         | Rio de Janeiro | 4×400 m       | Batteria   | dq          |                                          |
| 2017                                  | Mondiali                | Londra         | 400 m piani   | Batteria   | 45"75       |                                          |
| 2017                                  | Mondiali                | Londra         | 4×400 m       | Bronzo     | 2'59"00     | Miglior prestazione personale stagionale |
| 2018                                  | Europei                 | Berlino        | 400 m piani   | Semifinale | 45"73       | Miglior prestazione personale stagionale |
| 2018                                  | Europei                 | Berlino        | 4×400 m       | Argento    | 3'00"36     | Miglior prestazione personale stagionale |
| 2019                                  | World Relays            | Yokohama       | 4×400 m       | 5º         | 3'04"96     |                                          |
| 2019                                  | Mondiali                | Doha           | 4×400 m       | Finale     | dnf         |                                          |
| 2019                                  | Mondiali                | Doha           | 4×400 m mista | 4º         | 3'12"27     | Record europeo                           |
| In rappresentanza dell' Inghilterra   |                         |                |               |            |             |                                          |
| 2014                                  | Giochi del Commonwealth | Glasgow        | 400 m piani   | 4º         | 45"15       |                                          |

## Altre competizioni internazionali
2008
- Coppa Europa di atletica leggera ( Annecy)